# Talisman (gioco)
Talisman: Il Gioco delle Avventure Magiche (Talisman: The Magical Quest Game) è un gioco da tavolo fantasy pubblicato per la prima volta nel 1983 dalla Games Workshop cui fecero seguito la seconda (1985) e la terza edizione (1994). La seconda edizione, essendo stata disponibile più a lungo, è la più popolare. Tutte queste versioni sono correntemente esaurite e fuori stampa.
La quarta edizione è stata pubblicata il 1º ottobre 2007 non più con il marchio Games Workshop, ma con il marchio Black Industries (divisione editoriale della Games Workshop), ma il 28 gennaio 2008 Black Industries ha abbandonato la pubblicazione di giochi da tavolo, incluso Talisman che, il 22 febbraio 2008, è stato rilevato da Fantasy Flight Games che ne ha realizzata una nuova versione chiamata revised e un set di conversione per la precedente edizione Black Industries.
Il gioco (specialmente la terza edizione) è debolmente collegato all'ambientazione Warhammer Fantasy.
Nel Febbraio 2019 viene annunciata una versione del gioco a tema Kingdom Hearts, chiamata "Talisman: Kingdom Hearts Edition".
Il 24 Febbraio 2024 l'account Instagram della casa editrice Avalon Hill ha annunciato la produzione della quinta edizione, prevedendo la sua uscita sul mercato a Luglio 2024.

## Storia
Il gioco venne progettato da Robert Harris che lo ideò per il proprio divertimento e quello dei suoi amici. Originariamente l'obiettivo del gioco era di diventare il direttore di una scuola. Facendo diventare fantasy l'ambientazione del gioco, riuscì a interessare un editore, la Games Workshop, e firmò un contratto per ricevere le royalties della vendita (poco dopo l'introduzione della terza edizione la Games Workshop comprò tutti i diritti rimanenti). Il gioco venne ribattezzato Talisman e venne esibito al Games Day 1983. La prima edizione era praticamente identica alla seconda, con differenze solo estetiche. Le carte in bianco e nero della prima edizione furono rimpiazzate con carte a colori nella seconda. Inoltre la mappa pieghevole della prima edizione venne rimpiazzata con una mappa divisa in quattro pezzi da unire come in un puzzle.

## Seconda edizione
L'obiettivo del gioco è progredire attraverso una serie di regioni e ottenere la Corona del Comando. Il gioco contiene tre regioni: la regione Esterna, quella Intermedia e quella Interna. I personaggi iniziano nella regione Esterna e cercano di progredire verso l'interno. La regione Interna contiene la Corona del Comando: per raggiungerla i giocatori devono attraversare la Valle Ardente, per accedere alla quale occorre un Talismano (da cui il nome del gioco).
Ogni giocatore seleziona un personaggio a caso all'inizio del gioco. Ogni personaggio possiede abilità speciali differenti e una locazione dalla quale iniziare a giocare. Ognuno ha diversi attributi: "Vita", "Oro", "Forza" e "Astuzia"; tutti cominciano con quattro vite e un oro. La forza e l'astuzia sono usate per due tipi differenti di combattimento: fisico e psichico. Uno degli obiettivi principali del gioco è aumentare la forza e l'astuzia del personaggio, così che sia forte a sufficienza da affrontare la regione interna e raggiungere la Corona del Comando. Una volta ottenuta la Corona il personaggio può lanciare la Magia di Comando, facendo perdere una vita a ogni altro avversario con una probabilità del 50%.
I personaggi vengono spostati lungo le caselle che compongono le regioni tirando un dado e muovendosi del numero di spazi indicato. Ogni locazione indica quale evento può verificarsi: in alcune gli eventi sono prefissati, in altre casuali. Molte locazioni indicano di estrarre un certo numero di carte Avventura, che possono corrispondere a un nemico da affrontare, a un oggetto comune, a un oggetto magico o a una borsa d'oro. Tutti questi eventi servono a far crescere il personaggio. Se un avversario non viene sconfitto rimane sulla locazione e affronta altri giocatori che vi si dovessero fermare.
Le capacità del personaggio possono essere aumentate ottenendo seguaci, aumentando la forza e l'astuzia, ottenendo e lanciando incantesimi, ottenendo vite, oro e oggetti comuni o magici. Un oggetto magico che un personaggio deve possedere per poter vincere è il Talismano, che gli permette di attraversare la Valle Ardente e accedere alla regione Interna.

### Espansioni della seconda edizione
Le espansioni della seconda edizione includono:
- Talisman Expansion Set: nuovi incantesimi, carte avventura e personaggi.
- Talisman The Adventure: nuove carte, sostituti per la "Corona del Comando", chiarificazioni delle regole, schede personaggi e basette aggiuntive per fino a 12 giocatori.
- Talisman Dungeon: aggiunge il tabellone del Dungeon ("sotterraneo"), carte, eroi e delle FAQ
- Talisman City: aggiunge il tabellone della città, personaggi, miglioramenti dei personaggi esistenti.
- Talisman Timescape: aggiunge il tabellone Timescape, personaggi, eroi e un aggiornamento delle chiarificazioni delle regole e delle FAQ. I personaggi e le situazioni sono liberamente basati sull'ambientazione di fantascienza Warhammer 40,000.
- Talisman Dragon: aggiunge carte e personaggi legati al drago. Contiene 87 nuove carte avventura (inclusi 20 nuovi draghi e viverne), 4 nuovi personaggi (Dragon Priest, Dragonrider, Dragon Slayer e Questing Knight), così come quattro supporti per i segnalini personaggio, un semplice foglio di regole e una carta Dragon King card.

Ogni espansione ha aggiunto nuove locazioni/regioni, carte avventura e personaggio. Alcune hanno aggiunto nuovi incantesimi, oggetti comuni e magici. Alcune permettono anche al personaggio di evitare la Valle Ardente ed essere trasportato direttamente nella regione Interna o alla Corona del Comando.

## Terza edizione
La Games Workshop pubblicò la terza edizione nella primavera del 1994. Questa conteneva una nuova mappa con molte delle vecchie locazioni, ma nuovi disegni. La regione interna venne rimossa e rimpiazzata con la The Wizard's Tower ("Torre del mago"). Nella torre gli eroi incontrano un paio di trappole e test prima di affrontare il Dragon King mediante un set di cinque carte Tower estratte lungo il loro percorso verso la Corona del Comando. Nella terza edizione non espansa bastava raggiungere la Corona del Comando per vincere.
Nella seconda edizione i segnalini dei personaggi erano rappresentati da cartoncini da inserire in una basetta di plastica (miniature in piombo erano acquistabili separatamente). Nella terza edizione erano comprese miniature di plastica non dipinte. Molti personaggi furono rimossi e ne vennero aggiunti altri che legavano il mondo di Talisman a quello di Warhammer Fantasy.
Questa edizione aggiunse anche un ulteriore attributo personaggio, l'"Esperienza" che in maniera simile a quanto avviene nei giochi di ruolo aiuta sviluppare i poteri dei personaggi. Sconfiggendo i nemici (mostri ostili, ma non altri personaggi) si accumulavano punti esperienza che potevano essere usati per ottenere oro, forza, astuzia o vita al costo al cambio di sette punti esperienza per unità. La seconda edizione aveva un sistema simile, ma che si applicava solo alla forza.

### Espansioni della terza edizione
Vennero pubblicate tre espansioni più alcuni personaggi aggiuntivi che furono presentati sulla rivista White Dwarf. Ognuna delle espansioni usava realm dice ("dadi del reame", un dado marcato da 1 a 4) per rendere il movimento più lento nei reami. I reami furono normalmente accessibili da solo una locazione della mappa principale.
- City of Adventure: aggiunse due mappe, la City (basata sull'espansione della seconda edizione Talisman City, ma più compatta) e il Forest realm ("reame della foresta"). Vennero incluse anche carte estra, personaggi e miglioramenti dei personaggi disponibili per la seconda edizione.
- Dungeon of Doom: aggiunse due mappe: il dungeon realm ("regno del sotterraneo") e il Mountain realm ("reame della montagna") che si adattavano ai due angoli della mappa originale non usati da City of Adventure. Era liberamente basato sull'espansione Talisman Dungeon per la seconda edizione. Al termine del Mountain realm e del Dungeon realm c'erano due tesori degni di nota, raggiungere e sconfiggere la Eagle King ("Re Aquila") del Mountain realm permetteva al giocatore di spostarsi su qualunque locazione delle mappe di gioco, incluso il passaggio che connetteva la torre del mago alla regione interna.
- Dragon's Tower: aggiungeva una mappa, una torre in cartoncino dominata dal modello di un dragone, regole aggiuntive, un dado reame e quattro personaggi aggiuntivi (inclusa la Sorceress e l'Astronomer). Due ulteriori personaggi furono stampati su White Dwarf in contemporanea con l'edizione. La Dragon Tower rimpiazzava l'ingresso finale nel quadrato centrale. Il movimento nella torre era più lento (usando il dado reame) e al suo interno si utilizzava uno speciale mazzo di carte avventura. Gli incontri all'interno della torre potevano rallentare il giocatore o dargli un vantaggio al momento di incontrare il drago stesso.

## Quarta edizione
Il 28 gennaio 2008 Black Industries ha annunciato l'abbandono della pubblicazione di giochi da tavolo, incluso Talisman. Il 22 febbraio 2008, la Fantasy Flight Games ha annunciato di aver rilevato la licenza di Talisman per continuare a produrre sia la 4ª edizione che le sue espansioni. Ne ha distribuito una nuova versione chiamata revised e un set di aggiornamento (il Talisman Upgrade Pack) per chi già possedeva Talisman.
La quarta edizione di Talisman richiama fedelmente la seconda edizione, migliorandone alcuni aspetti, tra cui il tabellone di gioco più ampio e robusto, le miniature dei personaggi non sono più in cartoncino, ma di robusta plastica e provvisti di una basetta. I segnalini per oro, vita, astuzia e forza non sono più di cartoncino, ma in plastica multicolore. Le regole sono le medesime della seconda edizione, con alcune correzioni già inserite come parte integrante delle espansioni.

### Espansioni della quarta edizione
Le espansioni della quarta edizione includono:
- Talisman: Il Mietitore (Talisman: The Reaper): aggiunge 128 carte, 4 nuovi personaggi e la figura del mietitore.
- Talisman: Il Dungeon (Talisman: The Dungeon): aggiunge il tabellone del Dungeon, 168 carte e 5 nuovi personaggi.
- Talisman: L'Avanzata dei Ghiacci (Talisman: The Frostmarch): aggiunge 128 carte, 4 nuovi personaggi e 3 finali alternativi.
- Talisman: Le Lande Montuose (Talisman: The Highland): aggiunge il tabellone delle Highlands, 168 carte, 6 nuovi personaggi e 3 finali alternativi.
- Talisman: Lo Stagno Sacro (Talisman: The Sacred Pool): aggiunge 128 carte, 4 nuovi personaggi (Cavaliere errante, Cavaliere del terrore, Sacerdotessa, Magus) e 3 finali alternativi
- Talisman: Il Drago (Talisman: The Dragon) aggiunge un nuovo tabellone a due facce con due zone centrali alternative, 168 carte, 160 segnalini, 3 Signori Draconici, 6 nuovi personaggi e 3 finali alternativi.
- Talisman: La Luna di Sangue (Talisman: The Blood Moon) aggiunge 128 carte, 3 nuovi personaggi, il Licantropo e 3 finali alternativi.
- Talisman: La Città (Talisman: The City) aggiunge il tabellone della Città, 171 carte, 6 nuovi personaggi e 3 finali alternativi.
- Talisman: Il Reame Abissale (Talisman: The Nether Realm) aggiunge 36 carte Abisso e 3 finali alternativi, questa espansione è stata realizzata da Jon New il gestore di talisman island ed è la prima ad essere commercializzata in print on demand.
- Talisman: Le Lande del Fuoco (Talisman: The Fireland) aggiunge 119 carte, 4 nuovi personaggi, 34 segnalini fireland e 3 finali alternativi.
- Talisman: Le Lande Boscose (Talisman: The Woodland) aggiunge il tabellone delle woodlands, 152 carte, 5 nuovi personaggi, 22 segnalini personaggio e 3 finali alternativi.
- Talisman: I Reami Profondi (Talisman: The Deep Realm) aggiunge 20 carte tunnel, 20 carte ponte, 2 carte reame che servono per viaggiare con i reami introdotti nelle espansioni Il Dungeon e La Città.
- Talisman: Il Messaggero (Talisman: The Harbinger) aggiunge il personaggio non giocabile del Messaggero, 4 diversi mazzi con 8 profezie ciascuno, 3 nuovi personaggi, nuove carte terreno, due finali alternativi e nuove carte avventura e magia.
- Talisman: Il Cataclisma (Talisman: The Cataclysm) aggiunge un nuovo tabellone centrale che sostituisce quello originale, e 5 nuovi personaggi.

Con la sola eccezione de Il Dungeon, che può essere giocato a sé stante, ogni espansione necessita del gioco base per essere giocata.

### Revisione della quarta edizione
Il 28 gennaio 2008 la Black Industries annunciò che non avrebbe più pubblicato giochi da tavolo, incluso Talisman. Il 22 febbraio 2008 la Fantasy Flight Games annunciò che avrebbero rilevato la licenza per Talisman continuando sia a produrre la quarta edizione, che le sue espansioni. L'edizione rivista del gioco fu pubblicata il 17 dicembre 2008, così come un kit di aggiornamento con le nuove versioni delle carte e le miniature degli avventurieri per chi possedeva la quarta edizione.

## Eredità
La popolarità del gioco non è mai scemata, anche nel periodo in cui non era disponibile per l'acquisto alcuna edizione. Ci sono diverse comunità attive su internet e molti giocatori hanno prodotto una versione personalizzata del gioco ed espansioni complete di carte avventura, personaggi ed oggetti.

## Edizioni internazionali
Talisman fu tradotto in diverse lingue: finnico (2ª edizione), francese (2ª e 3ª edizione), tedesca (2ª e 3ª edizione), italiana (2ª edizione), ceco (2ª edizione), slovacco (2ª edizione), ebraico (1ª e 2ª edizione), svedese (1ª e 2ª edizione) e polacco (2ª edizione). Tutte salvo l'ultima furono solo traduzioni del gioco originale.

### L'edizione in ebraico (Israele)
L'edizione in lingua ebraica venne prodotta da Meytzuv in Israele. Vennero pubblicate sia la prima che la seconda edizione.
Anni dopo Meytzuv fallì e il gioco venne ripubblicato dalla Kodkod e viene ancora giocato da molti fan in Israele.

### Edizione polacca
L'edizione polacca, pubblicata nel 1991 dalla Sfera come Magia i Miecz ("Spada e stregoneria") era basata sulla seconda edizione, ma con nuovi disegni per tutte le carte (da molti considerati migliori dell'edizione originale). Tutte le espansioni della seconda edizione furono tradotte, sebbene alcune pubblicate insieme (Le carte di Talisman Expansion Set insieme alla scatola principale e le carte di Talisman Dungeon insieme a quelle di Talisman The Adventure). Inoltre venne pubblicata un'edizione aggiuntiva Jaskinia ("La caverna"), con una nuova mappa e personaggi.

#### Magiczny Miecz
Quando Sfera perse la licenza di Talisman pubblicò un clone Magiczny Miecz ("La spada magica"). Il tabellone principale venne cambiato (possedeva quattro regioni, e venne usata "The Beast", uno dei finali alternativi alla Corona del Comando del Dragon King), i personaggi e le carte furono diversi (sebbene spesso copie degli originali con nomi diversi) e la terminologia venne modificata (carte evento invece di carte avventura, stregoneria invece di magia, e così via). Magiczny Miecz ebbe una nuova grafica, nessuna immagine dell'edizione polacca di Talisman venne usata, salvo per la ristampa di Jaskinia. Tutte le espansioni vennero ripubblicate con nuovi nomi e venne pubblicata una nuova espansione, Krypta upiorów ("La cripta delle Wraith").
Magiczny Miecz non fu ricevuta bene dai fan di Talisman, ma attrasse molti nuovi giocatori. Venne anche pubblicata una seconda edizione (stavolta senza le espansioni).

## Videogioco
Random Games tentò di convertire Talisman in un videogioco per Microsoft Windows. Ma persero il supporto del loro editore e non riuscirono a trovarne un altro prima di fallire.
Black Industries, nella fase di rilancio del gioco contestuale alla pubblicazione della quarta edizione, ha licenziato a Capcom lo sviluppo del gioco elettronico disponibile per Personal Computer, Xbox 360 e PS3.
Nel 2012 la Nomad Games pubblicò Talisman Prologue, una versione gratuita del gioco base, giocabile solo in solitario (senza neanche avversari controllati dal computer. Questa è stata seguita da una versione completa disponibile sia per piattaforma Android, che per IOS, che permette di giocare il gioco base contro avversari controllati dal computer o online contro altri giocatori. Sono state inoltre pubblicate diverse espansioni, come Il mietitore, Lo stagno sacro, La città, Il dungeon, Le Lande montuose e L'avanzata dei ghiacci). Oltre ai personaggi del gioco base e delle espansioni sono disponibili altri personaggi come il ninja e il pirata
La Nomad Games sta inoltre creando anche la versione digitale della Quinta edizione.